# Dionisios Saridis
Dionisios Saridis – grecki zapaśnik walczący w stylu wolnym. Dziesiąty na mistrzostwach Europy w 1988. Brązowy medalista igrzysk śródziemnomorskich w 1993 roku.